# Dong-gu, Ulsan
Quận Đông (Dong-gu) là một quận ở phía Đông Ulsan, Hàn Quốc.

## Phân cấp hành chính
Quận Đông được chia thành nhiều phường. Các phường bao gồm:
- Bangeo-dong (방어동)
- Daesong-dong (대송동)
- Hwajeong-dong (화정동)
- Ilsan-dong (일산동)
- Jeonha 1-dong (전하1동)
- Jeonha 2-dong (전하2동)
- Nammok 1-dong (남목1동)
- Nammok 2-dong (남목2동)
- Nammok 3-dong (남목3동)

---

## Liên kết
- Trang chủ Dong-gu